# NGC 2429
NGC 2429 è una galassia a spirale situata nella costellazione della Lince, a una distanza di circa 267 milioni di anni luce dalla nostra Via Lattea.

## Scoperta
La galassia è stata scoperta il 10 marzo 1874 dall'astronomo britannico Ralph Copeland.

## Descrizione
Potrebbe essere in interazione gravitazionale con la vicina NGC 2426.
Nelle immagini, NGC 2429 appare affiancata da una vicina compagna posta a sud-est (PGC 21663 o PGC 24298 sul sito NASA/IPAC) e si nota un principio di deformazione in entrambe. Questo implica che si tratta di una coppia di galassie in interazione gravitazionale reciproca. PGC 21663 viene talvolta designata come NGC 2429B, ma essa non compare nel New General Catalogue compilato da John Dreyer.